# ザ・スタンド
『ザ・スタンド』（原題：Medicine Man）は、1992年制作のアメリカ合衆国の映画。ジョン・マクティアナン監督。ショーン・コネリー主演兼・製作総指揮。
マクティアナンはかつて『プレデター』のロケを行ったブラジルの熱帯雨林がその後、開発されて完全に無くなってしまった事に衝撃を受けて本作を制作した。
ロレイン・ブラッコは第13回ゴールデンラズベリー賞最低主演女優賞にノミネートされた。

## あらすじ
植物学者のロバート・キャンベル博士は妻や助手と別れ、アストン財団の援助を受けて一人アマゾン熱帯雨林の奥地で秘密の研究に没頭していた。
3年ぶりにキャンベルは新しい助手と分析器の補充を求め、それに応じてレイ・クレイン博士がやって来た。実はレイは財団からキャンベルの研究内容を探ったうえで、援助を続けるか否かを判断せよという密命を帯びていた。
キャンベルはレイに癌の特効薬となり得る、この地域にしか自生しない花の研究をしている事と、財団が過去に自分の営利のため、村を1つ潰した事を語る。
最初はキャンベルに見下されて言い争いばかりしていたレイだったが、これを機に次第に打ち解け、彼に協力しようと決意する。
しかし、この地にも巨大道路開発の足音が近づいていた…。

## キャスト
※括弧内は日本語吹き替え
- ロバート・キャンベル博士 - ショーン・コネリー（若山弦蔵）
- レイ・クレイン博士 - ロレイン・ブラッコ（戸田恵子）
- ミゲル・オルネガ博士 - ホセ・ウィルカー（秋元羊介）